# 海卫十一
海卫十一（Sao, S/2002 N 2）是环绕海王星运行的一颗卫星，它属于离海王星比较远的卫星之一。

## 发现
2002年8月14日天文学家马修·霍尔曼、约翰·卡维拉斯、托米·格拉弗、韦斯利·弗莱瑟和丹·米利萨夫列维奇一起发现了S/2002 N 2，目前这颗卫星还没有正式的命名，一般来说传统上海王星的卫星会以希腊神话中海神的名字来命名。目前使用的是按照國際天文聯會的标准给予的暂时命名。

## 轨道数据
S/2002 N 2的轨道离海王星的平均距离是22,422,000千米，它的公转周期是2914日2小时。S/2002 N 2的轨道的偏心率比较大，达0.2931，与海王星赤道的交角为48.511°。

## 构造和物理数据
S/2002 N 2的直径为48千米，其密度估计为1.5克/立方厘米，这样一来它可以主要是由冰组成的。它的表面反照率为0.16，它是一颗比较暗的天体。